# Ivan Kolev (lottatore)
Ivan Kolev Ivanov (in bulgaro Иван Колев Иванов?; Chirpan, 17 aprile 1951) è un ex lottatore bulgaro, specializzato nella lotta greco-romana.

## Palmarès

### Olimpiadi
- 1 medaglia:
  - 1 bronzo (Montréal 1976 negli 82 kg)

### Mondiali
- 1 medaglia:
  - 1 oro (Teheran 1973 nei 74 kg)

### Europei
- 3 medaglie:
  - 2 ori (Helsinki 1973 nei 74 kg; Madrid 1974 nei 74 kg)
  - 1 bronzo (Leningrado 1976 negli 82 kg)